# نيكولا مكتيتش
نيكولا مكتيتش (بالكرواتية: Nikola Mektić)‏ مواليد 24 ديسمبر 1988 في زغرب، هو لاعب كرة مضرب كرواتي يلعب باليد اليمنى ويحتل حالياً المرتبة رقم. 230 (17 يوليو 2014) في تصنيف رابطة محترفي كرة المضرب. أعلى تصنيف له في الفردي كان المركز الـ 213 في سنة 2013. أعلى تصنيف له في الزوجي كان المركز الـ 190 في سنة 2013.

## روابط خارجية
- نيكولا مكتيتش على موقع رابطة محترفي التنس (الإنجليزية)
- نيكولا مكتيتش على موقع الاتحاد الدولي لكرة المضرب (الإنجليزية)
- نيكولا مكتيتش على موقع كأس ديفيز (الإنجليزية)
- نيكولا مكتيتش على موقع خلاصة التنس.كوم (الإنجليزية)
- نيكولا مكتيتش على موقع اللجنة الأولمبية الدولية (الإنجليزية)
- نيكولا مكتيتش على موقع أوليمبيديا (الإنجليزية)